# Anita nadiae
Anita nadiae är en fjärilsart som beskrevs av Paul Thiaucourt 1984. Anita nadiae ingår i släktet Anita och familjen tandspinnare. Inga underarter finns listade i Catalogue of Life.